# Jerzy Zbigniew Pająk
Jerzy Zbigniew Pająk (ur. 1957 w Raciborzu) – polski historyk, profesor nauk humanistycznych.

## Życiorys
W 1983 ukończył studia z zakresu historii na Uniwersytecie Warszawskim. Jego praca magisterska dotyczyła postaci Stanisława Grabskiego (promotor: Jerzy Holzer). Rozprawę doktorską pt. Centralny Komitet Narodowy (1915–1917) obronił w 1997 w Instytucie Historii PAN (promotor: Jan Molenda). Stopień naukowy doktora habilitowanego uzyskał w 2013 na Uniwersytecie Jana Kochanowskiego w Kielcach w oparciu o rozprawę Od autonomii do niepodległości. Kształtowanie się postaw politycznych i narodowych społeczeństwa Galicji w warunkach wielkiej wojny 1914–1918. Postanowieniem z dnia 5 września 2022 roku Prezydent Rzeczypospolitej Polskiej nadał mu tytuł profesora nauk humanistycznych w dyscyplinie historia.
W 1981 roku podjął pracę w Archiwum Państwowym w Kielcach, następnie był nauczycielem w kieleckich szkołach podstawowych i średnich (1982–1988). W 1988 został zatrudniony w Instytucie Historii na Wydziale Humanistycznym Wyższej Szkoły Pedagogicznej w Kielcach, przekształconej następnie w Akademię Świętokrzyską i Uniwersytet Jana Kochanowskiego. Początkowo pracował na stanowisku asystenta, a później starszego wykładowcy, adiunkta, obecnie profesora UJK. Brał udział w kilku dużych projektach badawczych finansowanych przez Ministerstwo Nauki i Szkolnictwa Wyższego m.in. realizowanych w Instytucie Historii UJK 1) „Pamiętniki i listy polskich autorów z ziem zabranych (Litwa, Białoruś, Ukraina) w latach 1795–1918”, 2) Polscy zesłańcy na Syberii Zachodniej w drugiej połowie XVIII wieku – XIX wieku w oczach Rosjan i ludności syberyjskiej”, oraz w grancie NPRH realizowanym w Instytucie Historii PAN: – „Pierwsza wojna światowa na ziemiach polskich. Oczekiwania – doświadczenia – konsekwencje”. 
Specjalizuje się w historii politycznej i społecznej Polski oraz Europy Środkowej przełomu XIX i XX wieku. Jego zainteresowania badawcze obejmują I wojnę światową oraz uwarunkowania kulturowo-historyczne ziem polskich. W ostatnich latach zajmował się problematyką cenzury austro-węgierskiej w latach 1914–1918, wydał wraz z Janem Molendą i Pawłem Brudkiem pięciotomowe wydawnictwo źródłowe – Wielka Wojna w polskiej korespondencji zatrzymanej przez cenzurę austro-węgierską (zob. niżej). Opracował ok. 250 biogramów dla potrzeb Świętokrzyskiego słownika biograficznego (t. 2, 2009). Istotną część jego dorobku stanowią edycje źródeł. Należy do Polskiego Towarzystwa Historycznego i Kieleckiego Towarzystwa Naukowego.

## Wybrane publikacje
- [wraz z Henrykiem Stawickim], Synteza kulturowych wartości przestrzeni Ziemi Sandomierskiej w: Pamiętnik Świętokrzyski. Studia z dziejów kultury chrześcijańskiej, Kielce 1991, s.165-178
- Bibliografia prac naukowych profesora Wacława Urbana (1953-1990), „Kieleckie Studia Historyczne”, 1992, t. 11, s.9-29
- [wraz z Henrykiem Stawickim], Ziemia Sandomierska - przykład regionu historycznego, w: Uwarunkowania historyczno-kulturowe współczesnej organizacji przestrzennej państwa. Seminarium KUiA PAN, pod red. Hanny Adamczewskiej-Wejchert, Kielce 1993, s.23-33
- Szydłowiec w przemianach sieci administracyjnej, w: Hrabstwo Szydłowieckie Radziwiłłów, pod red. Jacka Wijaczki, Szydłowiec 1994, s.141-159
- Z dziejów Polskiej Organizacji Narodowej (wrzesień - grudzień 1914), „Kieleckie Studia Historyczne”, t.14, 1996, s. 97-117
- Centralny Komitet Narodowy w latach 1915-1917, „Dzieje Najnowsze”, 1997, t. 39, z. 3, s. 155-164
- [wraz z Henrykiem Stawickim], Ziemia Sandomierska, w: Polskie Regiony. Podstawy kulturowe regionalizacji Polski. Pod red. E. Wysockiej i M. Konopki, Ciechanów 1997, s. 171-183
- Lewica niepodległościowa w Królestwie Polskim (sierpień 1914-sierpień 1915), „Czasy Nowożytne”, 1998, t. 5, s. 39-56
- Zjazd wiedeński Polskiej Organizacji Narodowej (29-30 listopada 1914), „Rocznik Świętokrzyski”, Ser. A - Nauki Humanistyczne, 1998, t. 25, s. 85-112;
- '[wraz z Henrykiem Stawickim], Region Kielecko-Radomski w jego policentrycznej strukturze z Aglomeracją Staropolską, Kielce 1999, ss. 20 + 19 map.
- Liga Kobiet Polskich Pogotowia Wojennego wobec sporów w obozie aktywistycznym (sierpień 1915-sierpień 1916), „Kieleckie Studia Historyczne”, 1999, t. 15, s. 79-94
- Zjazdy Okręgowej Komisji Porozumiewawczej Stronnictw Niepodległościowych w Kielcach w listopadzie 1917 roku, „Między Wisłą a Pilicą” Studia i materiały historyczne pod red. K. Brachy i S. Wiecha, t. 1, 2000 s. 305-317;
- Dzieje podziałów administracyjnych a granice regionu świętokrzyskiego, w: Region świętokrzyski. Mit czy rzeczywistość, pod red. Jacka Wijaczki, Kielce 2001, s. 49-72
- Narodowa Rada Okręgowa Ziemi Kieleckiej (1915-1917), w: Społeczeństwo polskie w dobie I wojny światowej i wojny polsko-bolszewickiej 1920, pod red. Ryszarda Kołodziejczyka, Kielce 2001, s. 283-301
- Powstanie i rozwój samorządu miejskiego w Królestwie Polskim podczas I wojny światowej, w: Z historii ustroju państwa polskiego od XIV do XX wieku, pod red. Wojciecha Saletry, Kielce 2003, s. 103-115,
- Raporty Tadeusza Puszczyńskiego „Konrada” do Narodowej Rady Okręgowej Ziemi Kieleckiej, w:...Et quorum pars magna fui..., księga pamiątkowa poświęcona profesorowi Zbigniewowi Janowi Góralskiemu, pod red. W. Kalwata i A. Penkalii, Kielce, 2003, s. 277-276;
- O rząd i armię. Centralny Komitet Narodowy (1915–1917), Kielce 2003, ss. 427
- Działalność Centralnego Komitetu Narodowego w środowisku wiejskim (1915 - 1917), w Wieś polska wobec wyzwań, przełomów i zagrożeń (XIX-XX w.) pod red. Marka Przeniosło, Stanisława Wiecha, Kielce 2004, s. 57-73
- Polska Partia Socjalistyczna w okręgu kieleckim w latach I wojny światowej, w: Z dziejów Kielc w latach 1914-1918, pod red. Urszuli Oettingen, Kielce 2004, s. 99-117
- Historia placówki werbunkowej Departamentu Wojskowego Naczelnego Komitetu Narodowego w Radomiu według Stanisława Radonia, „Między Wisłą a Pilicą”, 2004, t. 5,  pod red. Urszuli Oettingen, s. 329-340;
- Słownik biograficzny XIX wieku, Toruń 2005 (współautorzy Adam Penkalla, Jerzy Szczepański), ss. 700
- Zjednoczenia Stronnictw Niepodległościowych (1914-1915), „Studia Humanistyczno-Społeczne Akademii Świętokrzyskiej”, pod red. Wojciecha Saletry, 2005, t. 1, s. 93-111
- Pokolenia przełomu. Środowiska radykalnej inteligencji w Kielcach w latach I wojny światowej w Z tradycji i dorobku inteligencji kieleckiej w XIX i XX wieku, pod red. Marty Pawliny-Meduckiej, Kielce 2005, s. 75-92
- Raporty Polskiej Organizacji Wojskowej. Okręg Kielecki i Radomski 1915-1918,, [oprac. wraz z Przemysławem Wzorkiem], Kielce 2006, ss. 305
- Wydział Narodowy Radomski (1915-1917), „Rocznik Świętokrzyski” – Ser. A – Nauki Humanistyczne, t. 29, 2005, s. 99-114
- Raporty i korespondencja oficerów werbunkowych Departamentu Wojskowego Naczelnego Komitetu Narodowego 1915-1916. Ziemia Kielecka. Kielce 2007, ss. 275
- Oddziaływanie lewicy niepodległościowej na wieś powiatu kieleckiego w latach I wojny światowej, „Studia Humanistyczno-Społeczne Akademii Świętokrzyskiej”, pod red. Wojciecha Saletry, 2007, t. 2, s. 43-58;
- Przejęcie instytucji staroruskich we Lwowie przez Ukraińców podczas I wojny światowej, [w:] Znani i nieznani dziewiętnastowiecznego Lwowa,  t. 2, Studia i materiały, pod red. Lidii Michalskiej-Brachy i Marka Przeniosło, Kielce 2009, s. 139-156
- Lewica niepodległościowa na Kielecczyźnie w latach I wojny światowej, „Między Wisłą a Pilicą” Studia i materiały, pod red. Marka Przeniosły, 2010, t. 10, s. 111-128
- Od autonomii do niepodległości. Kształtowanie się postaw politycznych i narodowych społeczeństwa Galicji w warunkach Wielkiej Wojny 1914–1918, Kielce 2012, ss. 420
- Ukraiński ruch narodowy w Galicji w początkach I wojny światowej. (Między ideą Wielkiej Rusi a ideą niepodległości ukraińskiej), w: Galicja – mozaika nie tylko narodowa; pod red. Urszuli Jakubowskiej, Warszawa 2013, s. 27–56
- Polacy w Galicji wobec Austro-Węgier w latach I wojny światowej, w: Austria i relacje polsko-austriackie w XX/XX wieku. Polityka – kultura – gospodarka, pod red. Agnieszki Kisztelińskiej-Węgrzyńskiej, Krzysztofa A. Kuczyńskiego, Łódź 2014, s. 43–65
- Raporty i korespondencja oficerów werbunkowych Departamentu Wojskowego Naczelnego Komitetu Narodowego 1915-1916. Zagłębie Dąbrowskie i Częstochowa, Kielce 2015,
- Akcja werbunkowa i propagandowa na rzecz Legionów Polskich w Zagłębiu Dąbrowskim (1914-1916), w: Górny Śląsk a I wojna światowa, pod red. Jarosława Racięskiego, Michała Witkowskiego, Katowice 2015, s. 105–133
- Krakowski Biskupi Komitet Pomocy dla dotkniętych klęską wojny (1915-1918), w: Historia magistra vitae est … Studia z dziejów społeczno-politycznych, gospodarczych i kulturalnych; pod red. Lidii Michalskiej-Brachy, Marka Przeniosło, Beaty Wojciechowskiej, Kielce 2016, s. 227–246,
- Moje wspomnienia w Massalanach spisane. Pamiętniki Jana Ordynata Bispinga 1842-1892, [oprac. wraz z Jerzym Szczepańskim] Kielce 2017,
- [wraz z Pawłem Brudkiem, Janem Molendą] The Great War in Polish Correspondence Intercepted by Austro-Hungarian Censorship: Materials of Polish Censorship Groups from 1914-1918, w: The First World War on Polish lands : expectations - experiences - consequences  pod red. Włodzimierza Mędrzeckiego, seria „Metamorfozy Społeczne" t. 21, Warszawa 2018, s. 199-22
- Wielka Wojna w polskiej korespondencji zatrzymanej przez cenzurę austro-węgierską Materiały polskich grup cenzury z lat 1914–1918, [oprac. wraz z Pawłem Brudkiem, Janem Molendą] t. 1 s. 560, t. 2 s. 605, t. 3 s. 539, t. 4, s. 588, t. 5, s. 346, Warszawa 2018, Seria „Metamorfozy społeczne” t. 13-17" -  T. 1 Wstęp, Część 1 dokumenty normatywne oddziału cenzury Centralnego Wspólnego Biura Rejestrowego Czerwonego Krzyża – Wydziału Informacyjnego dla jeńców wojennych w Wiedniu (1914–1918), - T. 2 Część 2 Materiały Polskiej Grupy Cenzury (luty–wrzesień 1915) Część 3 Materiały Polskiej Grupy Cenzury A (wrzesień 1915 – styczeń 1916) Część 4 Materiały Polskiej Grupy Cenzury B (wrzesień 1915 – styczeń 1916), - T 3 - Część 5 Materiały Polskich Grup Cenzury A I B (luty–grudzień 1916),  - T. 4 - Część 6 Materiały Polskiej Grupy Cenzury I Referatu XVI (styczeń 1917 – wrzesień 1918), - T. 5 - Bibliografia, Wykaz dokumentów, Indeksy.
- Zarys dziejów społecznych ziem polskich 1914-1918 – Galicja, w: Studia nad historią społeczną ziem polskich 1914-1918, pod red. Włodzimierza Mędrzeckiego, seria „Metamorfozy Społeczne 12”, Warszawa 2018, s. 65–116
- Katalog XIX-wiecznych map, planów i rysunków skasowanych klasztorów i ich majątków na terenie guberni kieleckiej i radomskiej, [oprac. wraz z Jerzym Szczepańskim], Kielce 2019, ss. 224
- Rosja w 1918 roku w listach Polaków zamieszkujących na obszarze Imperium Rosyjskiego. (Na podstawie materiałów cenzury austriackiej), w: Rok 1918. Odrodzona Polska i sowiecka Rosja w nowej Europie. t. 2, red. Leszek Zasztowt, Jan Szumski, Warszawa 2019, s. 225–244
- Środowisko polityczne Ignacego Daszyńskiego w latach Wielkiej Wojny (1914-1918), w: Krakowscy ojcowie polskiej niepodległości, pod red. Andrzeja Chwalby i Zdzisława Nogi; przy współpracy Krzysztofa Kloca, Kraków 2019, s. 105–130
- Jeńcy wojenni, uchodźcy, zakładnicy i deportowani z Galicji w latach I wojny światowej na terenie Imperium Rosyjskiego, „Dzieje Najnowsze” 2020 R. 52, nr 3, s. 21–52
- Nasza wojna Włodzimierza Borodzieja i Macieja Górnego: nowe spojrzenie na I wojnę światową, „Przegląd Historyczny”, 2020 T. 111 z. 1, s. 207–223.
- Wojna a społeczeństwo. Galicja w latach 1914–1918, Kielce 2020, ss. 325